# 1905
1905 (MCMV) var ett normalår som började en söndag i den gregorianska kalendern och ett normalår som började en lördag i den julianska kalendern.

## Händelser

### Januari

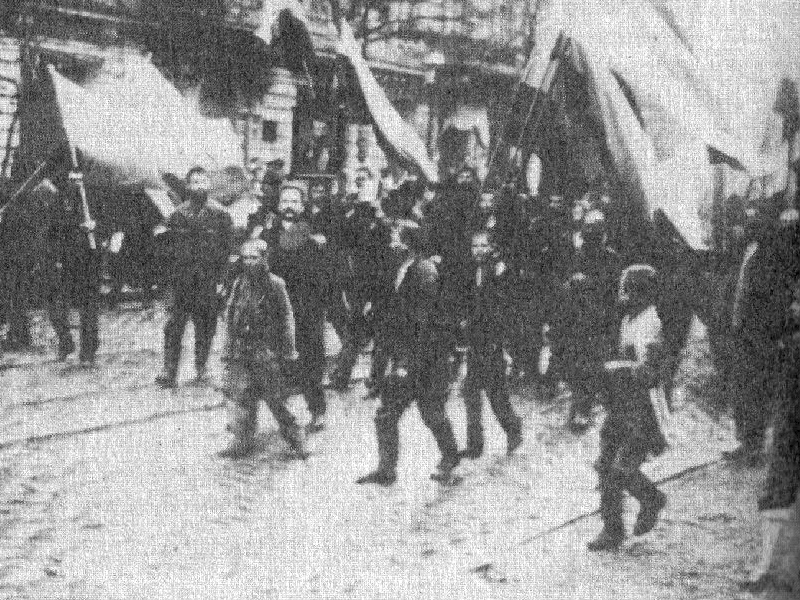
Ryska revolutionen 1905

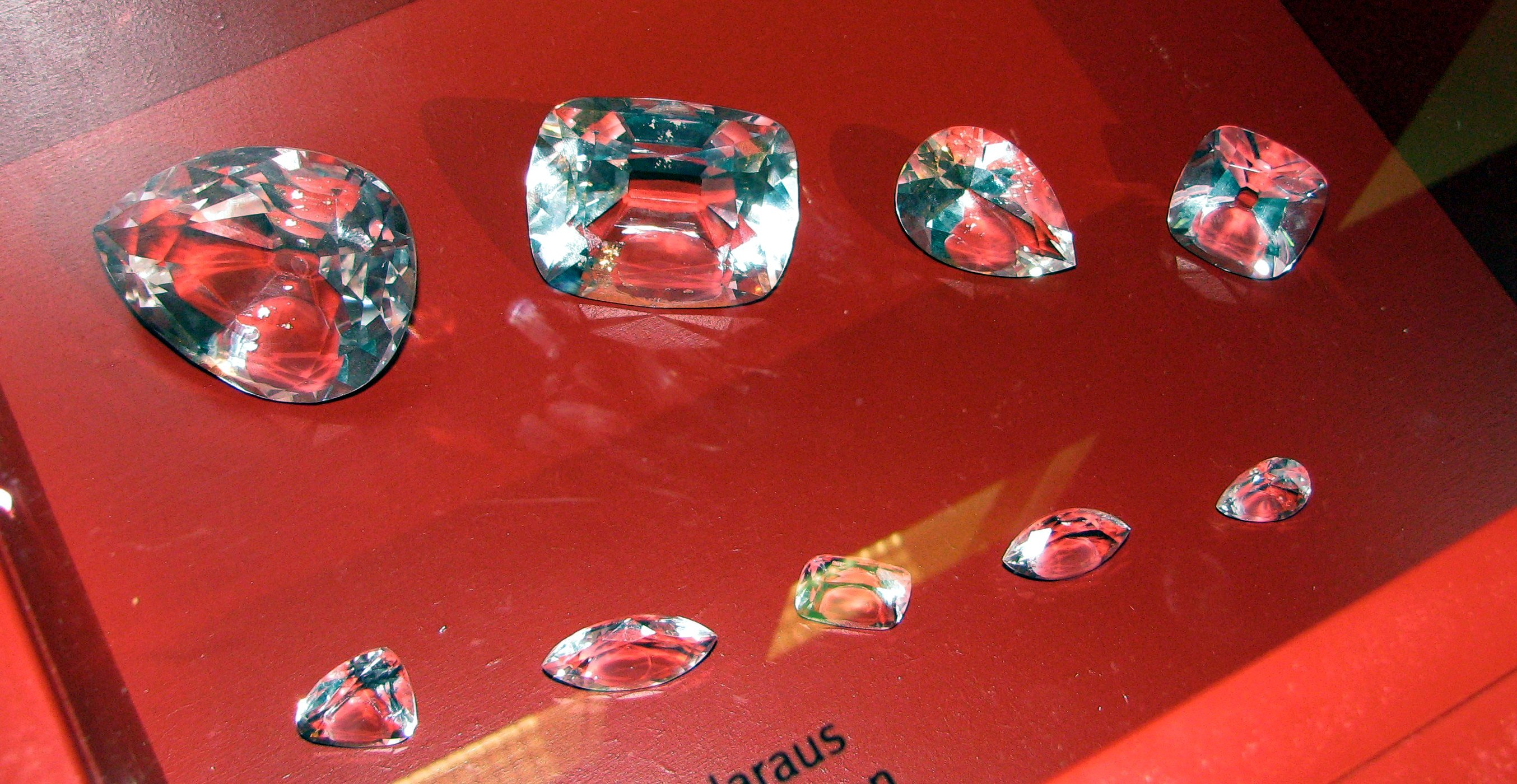
Cullinandiamanten

- 4 januari – Ryska flottbasen Port Arthur kapitulerar i rysk-japanska kriget efter över sju månaders belägring.[1]
- 11 januari – Det nya svenska riksdagshuset på Helgeandsholmen, som är byggt i granit och ritat i barockstil av Aron Johansson, tas i bruk,[2] men dess arkitektur får stark kritik.[3]
- 22 januari – 200 000 ryska arbetare marscherar till Vinterpalatset i Sankt Petersburg där de beskjuts av tsarens trupper och hundratals människor dör. Denna händelse blir inledningen till den första ryska revolutionen och är känd som Blodiga söndagen. Cirka 1 000 "fredliga" demonstranter dödas, och en sovjet ledd av mensjevikledaren Leo Trotskij griper tillfälligt makten i staden.[2]
- 24 januari – Den svenske arvprinsen Gustaf Adolf (senare Gustaf VI Adolf) förlovar sig i Kairo med prinsessan Margareta av Connaught.[3]
- 26 januari – Cullinandiamanten hittas i en gruva nära Pretoria i Sydafrika.
- 27 januari – Masstrejker utbryter i flera städer i Ryssland.[4]

### Februari
- 7 februari – De svensk-norska förhandlingarna i konsulatsfrågan strandar, och det står alltmer klart att det i grunden handlar om svensk-norska unionens fortsatta existens [3].
- 17 februari – Ryske storfursten Sergej Alexandrovitj av Ryssland mördas i Sankt Petersburg [5].

### Mars
- 3 mars
  - Den ryske tsaren accepterar att skapa en folkvald församling – Duman.
  - Den tyske zoologen Fritz Schaudinn upptäcker smittämnet som orsakar syfilis [2].
- 4 mars
  - Bonderevolter utbryter i Ryssland [4].
  - Republikanen Charles Fairbanks från Indiana blir USA:s nye vicepresident.
- 10 mars – Japan slår Ryssland i slaget vid Mukden [1].
- 14 mars – I Tyskland presenterar vetenskapsmannen Albert Einstein sin relativitetsteori, vilken gör både tid och rum till något relativt medan endast ljusets hastighet är konstant och därmed lägger han grunden till 1900-talets fysik  [2].

### April
- 1 april – Penny post-service mellan Storbritannien och Australien startas.[6]
- 4 april – En jordbävning av styrkan 7,8 på Richter-skalan i Kangra-området i norra Indien kräver nära 20 000 dödsoffer.
- 13 april – Erik Gustaf Boström avgår som svensk statsminister för andra gången, och säger sig därmed vilja underlätta de fortsatta svensk-norska förhandlingarna [3].
- 14 april – Johan Ramstedt blir ny svensk statsminister [2].
- 25 april – Norges regering avvisar förhandlingar om unionen så länge konsulatsfrågan inte är löst.
- 26 april – Hinke Bergegren döms till 50 kronor i böter för att i ett tal ha hotat officerare med stryk [7].

### Maj
- 1 maj

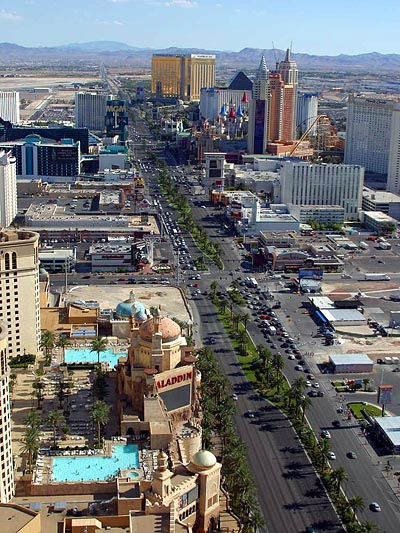
Las Vegas

  - Över 3 000 verkstadsarbetare runtom i Sverige strejkar [3].
  - K.G. Ossiannilsson första maj-talar [8]
- 4 maj – Brevbomben "Den valentinska parfymflaskan" exploderar på ett postkontor på Linnégatan i Stockholm, innan den hunnit delas ut, varvid tre posttjänstemän skadas svårt.
- 13 maj
  - Nederländska nakendansösen Mata Hari gör succé i Paris [1].
  - Barnens dag anordnas i Stockholm för första gången [2]. Initiativtagare är Claes Virgin och syftet att skaffa pengar till behövande barns sommarvistelser [3].
- 15 maj – Las Vegas, Nevada grundläggs.
- 27 maj
  - Kung Oscar II vägrar att sanktionera den av norska stortinget antagna lagen om eget norskt konsulatsväsen.
  - (NS) Japanska flottan under amiral Togo Heihachiros befäl besegrar ryska östersjöflottan under befäl av amiral Zinovij Rozjestvenskij vid Tsushima vid Koreasundet. Det ryska nederlaget blir slutet på rysk-japanska kriget [2].
- Mitten av året – En ny stor polioepidemi utbryter i Skandinavien. Fler än tusen barn insjuknar och över hundra dör.

### Juni
- 6 juni – Norska Stortinget håller ett hemligt möte, där man beslutar att dagen därpå säga upp unionen med Sverige.
- 7 juni – Norges storting antar en proklamation där man säger upp unionen med Sverige, varför de norska statsråden nedlägger sina ämbeten. Stortinget förklarar att kungamakten Norge har upphört att fungera, eftersom Oscar II avsatts som Norges statschef och inte förmår bilda någon ny norsk regering [2].
- 8 juni – Kung Oscar II hyllas av 10 000 personer vid Rosendals slott på Djurgården. Han är djupt kränkt av den "revolution" som inträffat i Norge. De närvarande sjunger "Ur svenska hjärtans djup" och Sveriges nationalsång [3].
- 9 juni – Unionsflaggan halas för sista gången på Akershus fästning och norrmännen kan istället hissa "den rene flagg".
- 10 juni – Verkstadsföreningen lockoutar 18 120 svenska arbetare vid 97 verkstäder [7]. Konflikten varar till i november [7].
- 15 juni – Sveriges kronprins Gustafs (senare Gustaf V) son arvprins Gustaf Adolf (senare Gustaf VI Adolf) gifter sig i Windsor Castle med Margaret av Connaught [7].
- 20 juni – En urtima riksdag i Sverige debatterar upplösningen av unionen med Norge. Man framlägger en proposition om att avvisa användandet av våld i krisen. Propositionen faller dock och regeringen avgår. Arbetarrörelsen deklarerar sin avsikt att proklamera generalstrejk i händelse av krig med Norge.
- 27 juni – Besättningen på ryska pansarkryssaren Potemkin gör myteri och hissar röda fanan, då oroligheterna i ryska städer spridits till ryska örlogsflottan [2].

### Juli
- 1 juli – Bilregistret införs i Sverige; 115 bilar finns till en början registrerade [2].
- 3 juli – Frankrikes nationalförsamling beslutar att franska staten och kyrkan skall skiljas [4].
- 13 juli – Sveriges kung Oscar II och Tysklands kejsare Wilhelm II möts i Gävle i Sverige.
- 20 juli – Sveriges första ubåt, Hajen, förklaras duglig för krigsbruk. Hon införlivas med flottan och därmed är det svenska ubåtsvapnet skapat, som tredje nation i världen (endast USA:s och Storbritanniens är äldre).
- 27 juli – Sveriges riksdag kräver stortingsval eller folkomröstning i Norge om unionsfrågan.

### Augusti

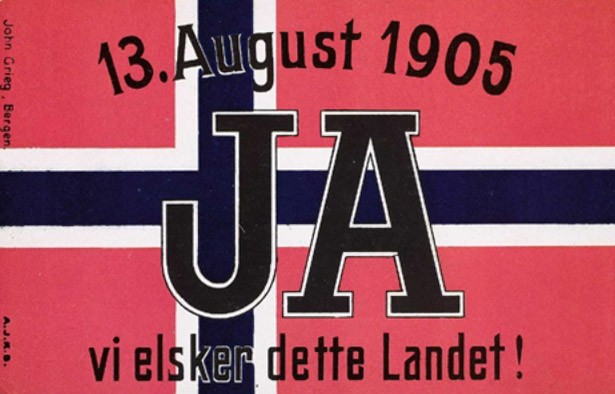
Folkomröstningen i Norge om unionsupplösning 1905

- 2 augusti – Johan Ramstedt avgår som svensk statsminister och efterträds av Christian Lundeberg [2].
- 13 augusti – Norge säger i en folkomröstning ja till upplösning av svensk-norska unionen [7]. Upplösningsförslaget får 368 208 röster, och 184 röstar mot [7].
- 19 augusti – Ryske tsaren beslutar att införa och inkalla en rysk nationalförsamling, duman [1].
- 22 augusti – Det norska stortinget begär förhandlingar om svensk-norska unionens upplösning.
- 30 augusti – De norska delegaterna anländer till Karlstad inför unionsupplösningsförhandlingarna.
- 31 augusti – Förhandlingarna om svensk-norska unionens upplösning börjar i Karlstad [7] klockan 13:00.

### September
- 1 september – Alberta [9] och Saskatchewan [10] blir separata provins i Kanada, genom en utbrytning ur Northwest Territories.[9]
- 5 september – Under USA:s president Theodore Roosevelts medling sluts fred mellan Ryssland och Japan i Portsmouth, USA. Rysk-japanska kriget är över [1].
- 7 september – De svensk-norska unionsförhandlingarna strandar och regeringarna reser hem till respektive huvudstäder, för att överlägga med riksdagen respektive stortinget. Efter några dagar återvänder man och kan fortsätta förhandlingarna.
- 8 september – En jordbävning med styrkan 7,9 inträffar i Kalabrien i Italien och kräver ca 2 500 dödsoffer.
- 23 september – Förhandlingarna i Karlstad avslutas och avvecklar förberedelserna för en militär konfrontation.[7]. Karlstadskonventionen skrivs under klockan 18:15.

### Oktober
- 8 oktober – Svenska Turistföreningen meddelar att säsongen i norra Sverige har varit god, bland annat har 341 personer besökt fjällstationen i Abisko [7]. De tyska turisterna ökar för varje år, och nu är målet att göra Lappland mer känt för turister [3].
- 9 oktober – Konventionen i Karlstad, vilken gör slut på svensk-norska unionen, godkänns av det norska stortinget.
- 14 oktober – Rysk-japanska kriget tar formellt slut [11].
- 16 oktober – Svenska riksdagen beslutar om svensk-norska unionens upphävande.

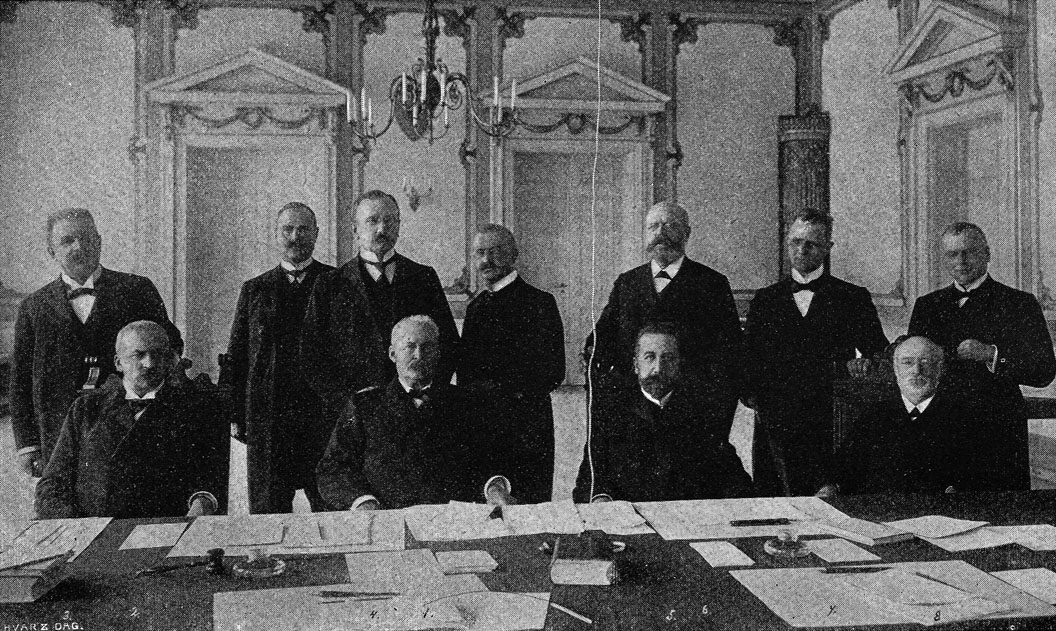
Svensk-norsk unionsskilsmässa.

- 17 oktober – de ryska bonderesningarna 1905–1906 leder till att de ryska bönderna attackerar och bränner gods över hela västra Ryssland.
- 26 oktober
  - Konventionen i Karlstad godkänns av den svenska riksdagen. En neutral zon skall gå utmed gränsen och tvistefrågor skall avgöras av skiljedomstolen i Haag. Sveriges konung Oscar II är bitter, men önskar Norges folk "allt gott för framtiden"  [2],och avsäger sig Norges krona och ändrar sitt valspråk så att "Brödrafolkens väl" blir "Sveriges väl" [3].
  - Leo Trotskij väljs till ordförande för Sankt Petersburgs första arbetarråd [1].
- 30 oktober – Rysslands Tsar Nikolaus II proklamerar det så kallade oktobermanifestet.
- 31 oktober – Storstrejk i Finland mot den ryska överhögheten [4].

### November
- 1 november – Unionen mellan Sverige och Norge upplöses formellt.
- 4 november – Ryske tsaren är uppskrämd av revolutionärer, och återställer Finlands självstyre genom Novembermanifestet, och ett nytt enkammarparlament införs [2]
- 7 november – Christian Lundeberg avgår som svensk statsminister och efterträds av Karl Staaff [2], som bildar Sveriges första liberala regering [3].
- 11 november – USA:s soldater lämnar Korea [12].
- 12 november – Efter unionsupplösningen hålls en folkomröstning i Norge om man skall ha monarki eller republik. 259 563 röster läggs för monarki och 69 264 röster för republik.
- 18 november – Det norska stortinget väljer den danske prinsen Carl till ny norsk kung under namnet Håkon VII efter att svensk-norska unionen har upplösts.[2]
- 20 november – Hjalmar Söderbergs roman Doktor Glas utkommer [7].
- 25 november – Håkon VII med familj anländer till Oslo och tillträder som Norges kung.
- 28 november – Irländska nationalistpartiet Sinn Féin grundas.
- November – Den stora konflikten inom den svenska verkstadsindustrin slutar med att arbetsgivarna erkänner föreningsrätten och att minimilöner införs.

### December
- December – Saint Louis får världens första trafikpolis [1].
- 5 december – Sir Henry Campbell-Bannerman blir premiärminister i Storbritannien.
- 16 december – Det första sovjet (råd)arbetarrådet i Sankt Petersburg upplöses och ledarna häktas [2].
- 30 december – Operetten Glada änkan av Franz Lehár uruppförs i Wien [1].
- 31 december – Vid nyårsfirandet på Skansen läses Nyårsklockan av skådespelaren Bror Olsson.

### Okänt datum
- 2 000 personer omkommer vid en jordbävning i Sicilien och Kalabrien [13].
- Gustaf Dalén uppfinner den så kallade klippapparaten för blinkande fyrar med gasljus.
- Tobak för 25 miljoner SEK förbrukas årligen i Sverige.
- Fingertryckssystemet för att avslöja brottslingar införs i Stockholm [7].
- Den första AGA-fyren tänds i Blekinge [7].
- Oroligheter uppstår då studenter i Sverige agerar strejkbrytare under renhållningskonflikt [7].
- Sven Hedin påbörjar sin tredje expedition till Asien.
- En ny läroverksstadga införs i Sverige. Läroverket indelas i realskola och fyraårigt gymnasium med studentexamen. Flickor får tillträde till läroverksstudier.
- Den svenska riksdagen antar regeringens förslag om införandet av förlikningsman och skiljedom vid arbetskonflikt.
- Zeth "Zäta" Höglund från socialdemokraternas ungdomsförbund döms till sex månaders fängelse för sin antimilitaristiska propaganda.
- Myndighetskontrollerade bolag får monopol på spritförsäljningen i hela Sverige.
- Klubben Nytta och Nöje blidas av landsflyktiga ryska revolutionärer i Stockholm.
- Svenska Lantmännens Riksförbund bildas genom sammanslagningar av böndernas ekonomiska föreningar och är den äldsta riksorganisationen på lantbruksområdet.
- De första räknemaskinerna introduceras på svenska kontor.
- Albert Einstein publicerar fyra artiklar i tidskriften Annalen der Physik, en artikel om speciella relativitetsteorin, en om brownska rörelsen, en om fotoelektrisk effekt och en om ekvivalensen mellan massa och energi (E=mc²).
- I Sverige införs en ny läroverksstadga, som bland annat delar in läroverkens stadier i gymnasium och realskola (realskola ersätter trivialskola). Stadgan låter flickor gå i läroverken (först bara i realskola). Läroverksöverstyrelsen grundas som styrelse för läroverken.
- I Sverige är 15 undersökningsläkare anställda vid Stockholms folkskolor.
- Cirka 300 hästdroskor och 10 taxibilar finns i Stockholm [14].
- Schweizaren Fredric Duafaux får iväg sin bil i 156 kilometer i timmen, nytt hastighetsrekord [14].

## Födda

### Första kvartalet

#### Januari
- 14 januari – Sven Rydell, svensk fotbollsspelare. (död 1975)
- 17 januari – Guillermo Stábile, argentinsk fotbollsspelare. (död 1966)
- 18 januari – Joseph Bonanno, amerikansk gangster. (död 2002)
- 21 januari
  - Stig Cederholm, svensk författare. (död 1980)
  - Christian Dior, fransk modeskapare. (död 1957)
- 29 januari – Barnett Newman, amerikansk konstnär. (död 1970)

#### Februari
- 2 februari
  - Ayn Rand, rysk-amerikansk filosof och författare. (död 1982)
  - Olga Wikström, svensk författare. (död 1988)
- 3 februari – Arne Beurling, svensk matematiker. (död 1986)
- 7 februari – Ulf von Euler, svensk fysiolog, nobelpristagare. (död 1983)
- 9 februari – Adolf Ehrnrooth, finländsk militär. (död 2004)
- 15 februari – Harold Arlen, amerikansk kompositör. (död 1986)
- 18 februari – Gerhard Klopfer, tysk nazistisk politiker. (död 1987)
- 19 februari – Karen Rasmussen, svensk-norsk skådespelare. (död 2002)
- 20 februari – Jascha Golowanjuk, svensk författare. (död 1974)
- 26 februari – Arthur Brough, brittisk skådespelare. (död 1978)
- 27 februari – Charley Eugene Johns, amerikansk politiker, guvernör i Florida 1953–1955. (död 1990)
- 28 februari
  - Carin Swensson, svensk skådespelare och sångerska. (död 1990)
  - Xu Shiyou, kinesisk militär och politiker. (död 1985)

#### Mars
- 3 mars – Georg Eliasson, svensk textförfattare, revyförfattare, radioman och förlagschef. (död 1973)
- 12 mars – Wanda Rothgardt, svensk skådespelare. (död 1950)
- 14 mars – Karl-Axel Forssberg, svensk skådespelare. (död 1977)
- 15 mars – Berthold Schenk von Stauffenberg, tysk jurist, motståndskämpe. (död 1944)
- 18 mars – Robert Donat, brittisk skådespelare. (död 1958)
- 19 mars – Albert Speer, tysk nazistisk politiker och arkitekt. (död 1981)
- 23 mars – Lale Andersen, tysk sångerska. (död 1972)
- 25 mars – Albrecht Mertz von Quirnheim, tysk militär. (död 1944)
- 30 mars – Albert Pierrepoint, brittisk skarprättare. (död 1992)

### Andra kvartalet

#### April
- 1 april – Torsten Nilsson, svensk socialdemokratisk politiker, utrikesminister 1962–1971[7]. (död 1997)
- 2 april
  - Kai Gullmar, svensk schlagerkompositör, sångare och skådespelare. (död 1982)
  - Serge Lifar, rysk balettdansör och koreograf. (död 1986)
- 3 april – Lisa Tunell, svensk sångerska, kontraalt. (död 1992)
- 9 april – J. William Fulbright, amerikansk demokratisk politiker, senator 1945–1974. (död 1995)
- 12 april – Warren Magnuson, amerikansk demokratisk politiker, senator 1944–1981. (död 1989)
- 13 april – Harry Apelqvist, svensk verkmästare och politiker (socialdemokrat). (död 1957)
- 18 april
  - Lilly Larson Lund, norsk skådespelare. (död 1992)
  - Margarita av Grekland, grekisk prinsessa. (död 1981)
- 30 april – Sven Magnusson, svensk skådespelare. (död 1962)

#### Maj
- 2 maj – Oskar Olsson, svensk affärsman. (död 1973)
- 4 maj – Nils Perne, svensk kompositör, textförfattare och teaterchef. (död 1965)
- 8 maj
  - Einar Jonsson, svensk fabriksarbetare och riksdagspolitiker (socialdemokrat). (död 1957)
  - Red Nichols, amerikansk jazzkornettist. (död 1965)
- 14 maj – Jean Daniélou, fransk teolog och kardinal. (död 1974)
- 15 maj – Joseph Cotten, amerikansk skådespelare. (död 1994)
- 16 maj
  - H.E. Bates, brittisk journalist, författare och manusförfattare. (död 1974)
  - Henry Fonda, amerikansk skådespelare. (död 1982)
- 25 maj – Albin Hagström, grundare av instrumenttillverkaren Hagström. (död 1952)

#### Juni
- 11 juni – Richard A. Loeb, amerikansk brottsling. (död 1936)
- 12 juni – James Jeremiah Wadsworth, amerikansk diplomat och politiker, FN-ambassadör 1960–1961. (död 1984)
- 18 juni – Leonid Lavrovskij, rysk dansare och koreograf. (död 1967)
- 19 juni – Rush D. Holt, amerikansk politiker, senator 1935–1941. (död 1955)
- 21 juni – Jean-Paul Sartre, fransk författare, nobelpristagare. (död 1980)
- 30 juni – Maritta Marke, svensk skådespelare och sångerska. (död 1983)

### Tredje kvartalet

#### Juli
- 5 juli – Isa Miranda, italiensk skådespelare. (död 1982)
- 9 juli – Alf Henrikson, svensk författare och översättare[7]. (död 1995)
- 10 juli – Wolfram Sievers, tysk SS-officer, dömd krigsförbrytare. (död 1948)
- 12 juli – John, brittisk prins. (död 1919)
- 18 juli – Werner Ohlson, svensk skådespelare. (död 1973)
- 20 juli
  - Margareta Högfors, svensk operettsångerska och skådespelare. (död 1974)
  - Åke Ohberg, svensk skådespelare, regissör, producent och sångare. (död 1975)
- 21 juli – David M. Kennedy, amerikansk republikansk politiker, USA:s finansminister 1969–1971. (död 1996)
- 23 juli
  - Ragnar Falck, svensk skådespelare, regiassistent och produktionsledare. (död 1966)
  - Elsa Winge, svensk skådespelare. (död 1989)
- 25 juli – Elias Canetti, bulgariskfödd tyskspråkig författare, Nobelpristagare i litteratur 1981. (död 1994)
- 29 juli
  - Clara Bow, amerikansk skådespelare. (död 1965)
  - Einar Ekberg, svensk kristen sångare. (död 1961)
  - Dag Hammarskjöld, FN:s generalsekreterare 1953–1961, nobelpristagare[7]. (död 1961)

#### Augusti
- 2 augusti
  - Karin Granberg, svensk skådespelare. (död 1980)
  - Myrna Loy, amerikansk skådespelare. (död 1993)
- 3 augusti – Franz König, österrikisk kardinal. (död 2004)
- 8 augusti – Doris Ahnsjö, svensk målare. (död 1984)
- 11 augusti – Kurt Gerstein, tysk SS-officer. (död 1945)
- 12 augusti – Hans Urs von Balthasar, schweizisk teolog. (död 1988)
- 13 augusti – Franz Ziereis, tysk SS-officer, kommendant i Mauthausen. (död 1945)
- 15 augusti – Joachim Mrugowsky, tysk SS-läkare, dömd krigsförbrytare. (död 1948)
- 21 augusti – Eric Nilsson, svensk agronom och riksdagspolitiker (högern). (död 1972)
- 22 augusti – John Lyng, norsk politiker, statsminister 28 augusti–25 september 1963, utrikesminister 1965–1970. (död 1978)
- 24 augusti
  - Arthur Crudup, amerikansk bluesmusiker och låtskrivare. (död 1974)
  - Sven Stolpe, svensk författare, översättare, journalist, litteraturforskare och litteraturkritiker. (död 1996)
- 25 augusti
  - Jan-Erik Garland, svensk tecknare känd under signaturen Rit-Ola [7]. (död 1988)
  - Faustina Kowalska, polsk nunna, helgon (2000). (död 1938)
- 31 augusti
  - Robert Bacher, amerikansk kärnfysiker. (död 2004)
  - Bo Giertz, svensk biskop i Göteborg, kvinnoprästmotståndare[7]. (död 1998)

#### September
- 3 september – Carl D. Anderson, amerikansk fysiker, nobelpristagare. (död 1991)
- 5 september – Arthur Koestler, brittisk författare och journalist av ungersk börd. (död 1983)
- 14 september – Gösta Jonsson, svensk musiker, kapellmästare, sångare och skådespelare. (död 1984)
- 16 september – Gösta Dunker, svensk fotbollsspelare. (död 1973)
- 18 september
  - Greta Garbo, svensk filmskådespelare[7]. (död 1990)
  - Gunnar Ljungström, svensk ingenjör. (död 1999)
- 28 september – Max Schmeling, tysk boxare. (död 2005)
- 30 september – Marietta Canty, amerikansk skådespelare. (död 1986)

### Fjärde kvartalet

#### Oktober
- 1 oktober – Millan Lyxell, svensk skådespelare. (död 1978)
- 2 oktober – Fumiko Enchi, japansk författare. (död 1986)
- 3 oktober – Fuller Warren, amerikansk demokratisk politiker, guvernör i Florida 1949–1953. (död 1973)
- 10 oktober – Helmer Nerlund, svensk dragspelare och kompositör. (död 1975)
- 11 oktober – Jean-Marie Villot, fransk kardinal. (död 1979)
- 12 oktober – Ragna Breda, norsk skådespelare. (död 1997)
- 14 oktober – Pentti Haanpää, finländsk författare. (död 1955)
- 18 oktober – Dag Wirén, svensk kompositör och musikarrangör. (död 1986)
- 22 oktober – Karl Guthe Jansky, amerikansk fysiker. (död 1950)
- 24 oktober – Conrad Vernon Morton, amerikansk botaniker. (död 1972)

#### November
- 3 november
  - Joseph H. Ball, amerikansk republikansk politiker. (död 1993)
  - Sigge Fürst, svensk skådespelare, sångare och underhållare. (död 1984)
- 5 november
  - Joel McCrea, amerikansk skådespelare. (död 1990)
  - Vernon W. Thomson, amerikansk republikansk politiker, guvernör i Wisconsin 1957–1959. (död 1988)
- 9 november – Roger Edens, amerikansk kompositör, filmproducent, manusförfattare och skådespelare. (död 1970)
- 11 november – William Bendtz, svensk produktionsledare och filmproducent. (död 1973)
- 16 november – Margita Alfvén, svensk skådespelerska. (död 1962)
- 17 november – Astrid av Sverige, belgisk drottning[15]. (död 1935)
- 19 november – Tommy Dorsey, amerikansk jazztrombonist och storbandsledare. (död 1956)
- 29 november – Marcel Lefebvre, fransk romersk-katolsk kyrkoman och dissident, ärkebiskop av Dakar. (död 1991)

#### December
- 1 december – Verner Karlsson, svensk musiker. (död 1981)
- 5 december – Otto Preminger, österrikisk-amerikansk filmregissör. (död 1986)
- 6 december – Nils Kyndel, svensk kompositör och musikarrangör. (död 1990)
- 10 december – Arne Bornebusch, svensk regissör och manusförfattare. (död 1973)
- 11 december – Erskine Hamilton Childers, irländsk politiker, Irlands president 1973–1974. (död 1974)
- 16 december – Piet Hein, dansk konstnär, författare och ingenjör. (död 1996)
- 17 december – Simo Häyhä, finländsk militär. (död 2002)
- 18 december
  - Kjell Löwenadler, svensk konstnär. (död 1993)
  - Hans Bernd von Haeften, tysk jurist och motståndskämpe. (död 1944)
- 22 december – Pierre Levegh, fransk racerförare. (död 1955)
- 24 december – Howard Hughes, amerikansk filmproducent, flygare, flygplanstillverkare och industriledare. (död 1976)
- 25 december – Ann Ronell, amerikansk jazzkompositör. (död 1993)
- 26 december – Inga Hodell, svensk skådespelare. (död 1969)
- 28 december
  - Cliff Arquette, skådespelare och komiker ("Charley Weaver"). (död 1974)
  - Sven-Olof Sandberg, svensk sångare och sångtextförfattare som medverkat i TV- och filmroller. (död 1974)
- 30 december – Daniil Charms, rysk författare. (död 1942)

## Avlidna

### Första kvartalet

#### Januari
- 1 januari
  - Mabel Cahill, 41, irländsk tennisspelare.
  - Edward Sederholm, 76, svensk riksgäldsfullmäktig och riksdagsman.
- 9 januari – Louise Michel, 74, fransk anarkist.
- 19 januari – Benjamin F. Rice, 76, amerikansk republikansk politiker, senator 1868–1873.
- 27 januari – Hjalmar Stolpe, 63, svensk arkeolog.

#### Februari
- 26 februari
  - Guy Boothby, 37, australisk författare.
  - Marcel Schwob, 37, fransk författare.
- 27 februari – George S. Boutwell, 87, amerikansk politiker, USA:s finansminister 1869–1873.

#### Mars
- 1 mars – Edward O. Wolcott, 56, amerikansk republikansk politiker, senator 1889–1901.
- 6 mars – John Henninger Reagan, 86, amerikansk politiker.
- 18 mars – Cyrus G. Luce, 80, amerikansk politiker.
- 22 mars – Antonin Proust, 73, fransk politiker.
- 24 mars – Jules Verne, 77, fransk författare.
- 31 mars – Theodore Medad Pomeroy, 80, amerikansk republikansk politiker.

### Andra kvartalet

#### April
- 14 april – Otto Wilhelm von Struve, 85, rysk astronom.
- 21 april – Orville H. Platt, 77, amerikansk republikansk politiker, senator 1879–1905.
- 27 april – Alvin Hawkins, 83, amerikansk politiker, guvernör i Tennessee 1881–1883.
- 29 april – Pavel Viskovatov, 62, rysk litteraturhistoriker.

#### Maj
- 24 maj – Joseph Dente, 67, svensk kompositör och violinist.

#### Juni
- 15 juni – Carl Wernicke, 57, tysk neurolog och psykiater.
- 22 juni – Francis Lubbock, 89, amerikansk politiker.
- 27 juni – Harold Mahony, 38, irländsk tennisspelare.

### Tredje kvartalet

#### Juli
- 1 juli – John Hay, 66, amerikansk politiker, USA:s utrikesminister.

#### Augusti
- 1 augusti – Henrik Sjöberg, 30, svensk friidrottare, omkom i en badolycka.
- 5 augusti – Anton Ažbe, 43, slovensk konstnär.
- 19 augusti – William Bouguereau, 79, fransk målare.
- 21 augusti – Julius Oppert, 80, fransk orientalist.

#### September
- 18 september – George MacDonald, 80, skotsk fantasyförfattare.
- 19 oktober – Virgil Earp, 62, amerikansk sheriff.

### Fjärde kvartalet

#### Oktober
- 15 oktober – Károly Szász, 76, ungersk författare och präst.
- 21 oktober – Hermann Usener, 70, tysk klassisk filolog.

#### November
- 14 november – Robert Whitehead, 82, brittisk ingenjör.
- 17 november – Adolf, 88, storhertig av Luxemburg sedan 1890.
- 18 november – Henrik Melander, 51, finländsk skolledare.

#### December
- 6 december – Viggo Stuckenberg, 42, dansk författare.
- 8 december – John H. Mitchell, 70, amerikansk republikansk politiker, senator 1873–1879, 1885–1897 och 1901–1905.
- 29 december – Martin Wiberg, 79, svensk mekaniker och uppfinnare.

## Nobelpris
- Fysik – Philipp von Lenard, Tyskland
- Kemi – Adolf von Baeyer, Tyskland
- Medicin – Robert Koch, Tyskland
- Litteratur – Henryk Sienkiewicz, Polen
- Fred – Bertha von Suttner, Österrike

Källa:

### Fotnoter
1. 1 2 3 4 5 6 7 8  100 år med Aftonbladet – 1905, 1999
2. 1 2 3 4 5 6 7 8 9 10 11 12 13 14 15 16  20:e århundrades När Var Hur – 1905, Bernt Himmelstedt, Forum, 1999
3. 1 2 3 4 5 6 7 8 9 10  Sverige 1900-talet – 1905, NE, Bra Böcker, 2000
4. 1 2 3 4  Faktakalendern 2000 – 1905 (Utlandet), Semic, 1999
5. ↑  100 år med Aftonbladet – Bomber och terror får världen att huka, 1999
6. ↑  Blake, Richard. The Book of Postal Dates, 1635-1985. Caterham: Marden. sid. 20
7. 1 2 3 4 5 6 7 8 9 10 11 12 13 14 15 16 17 18 19  Hundra år i Sverige – 1905, Hans Dahlberg, Albert Bonniers, 1999
8. ↑  75 år Sverige, Carl-Adam Nycop, Bokförlaget Bra böcker, 1976, sidan 15 – Författaren som agitator
9. 1 2  World Statesmen (läst 3 april 2011)
10. ↑  ”World Statesmen (läst 3 april 2011)”. http://www.worldstatesmen.org/Canada_Provinces_P-Y.html#Saskatchewan.
11. ↑  Faktakalendern 2000 – 1904 (Utlandet), Semic 1999
12. ↑  ”USA:s militära insatser i utlandet 1798-2004”. Arkiverad från originalet den 12 oktober 2011. https://www.webcitation.org/62NCLaa95?url=http://www.history.navy.mil/library/online/forces.htm.
13. ↑  Faktakalendern 2006, Semic, 2005
14. 1 2  100 år med Aftonbladet – Sverige rullar in i 1900-talet, 1999
15. ↑  ”Det hände i dag”. http://webnews.textalk.com/se/calendar.php?id=9747&type=month&ds=20100829&list=true.
16. ↑  ”Nobelpriset”. https://www.nobelprize.org/prizes/lists/all-nobel-prizes/. Läst 10 april 2011.